# Natalia Tułasiewicz

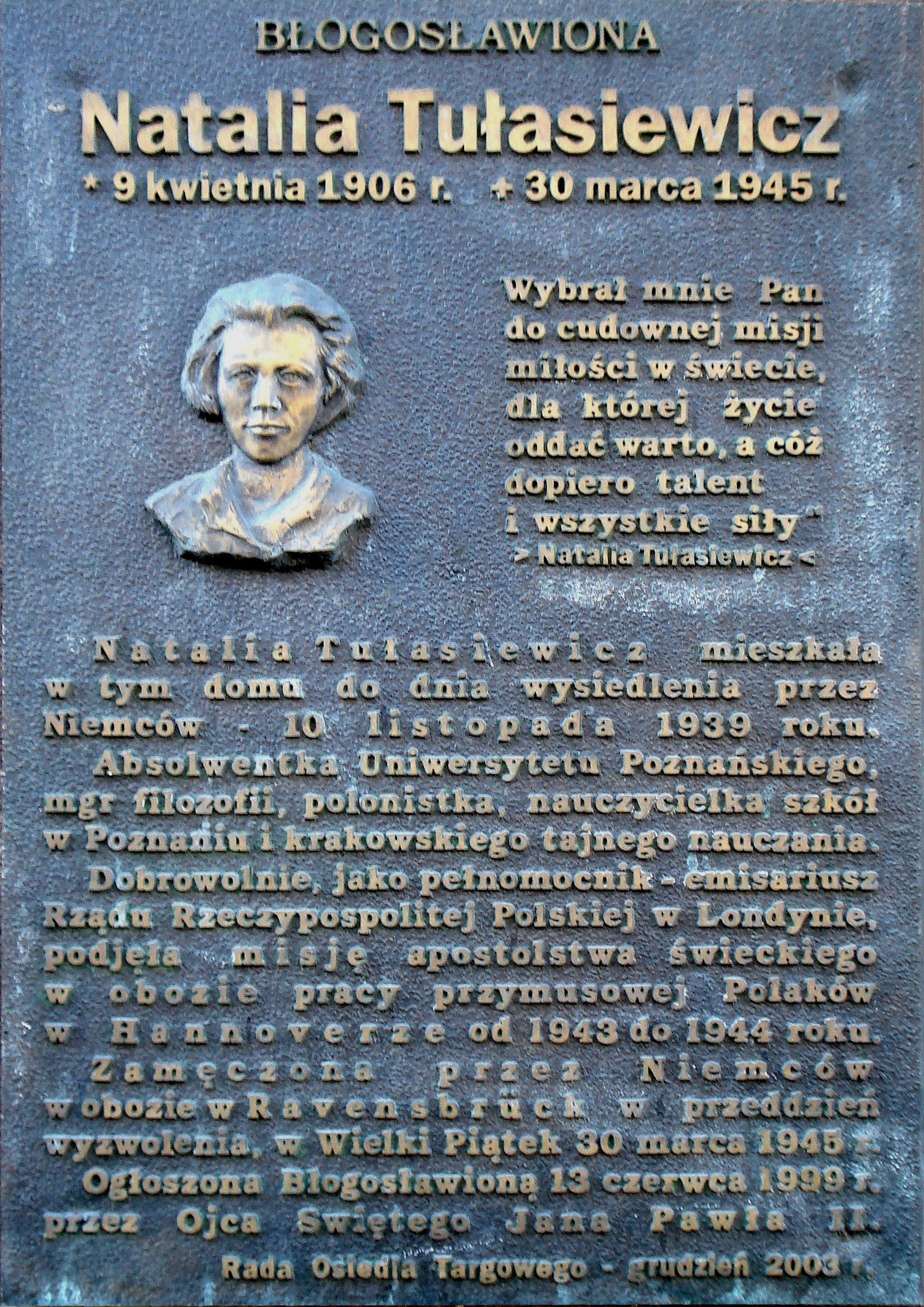
Tablica pamiątkowa przy ul. Śniadeckich 30 w Poznaniu

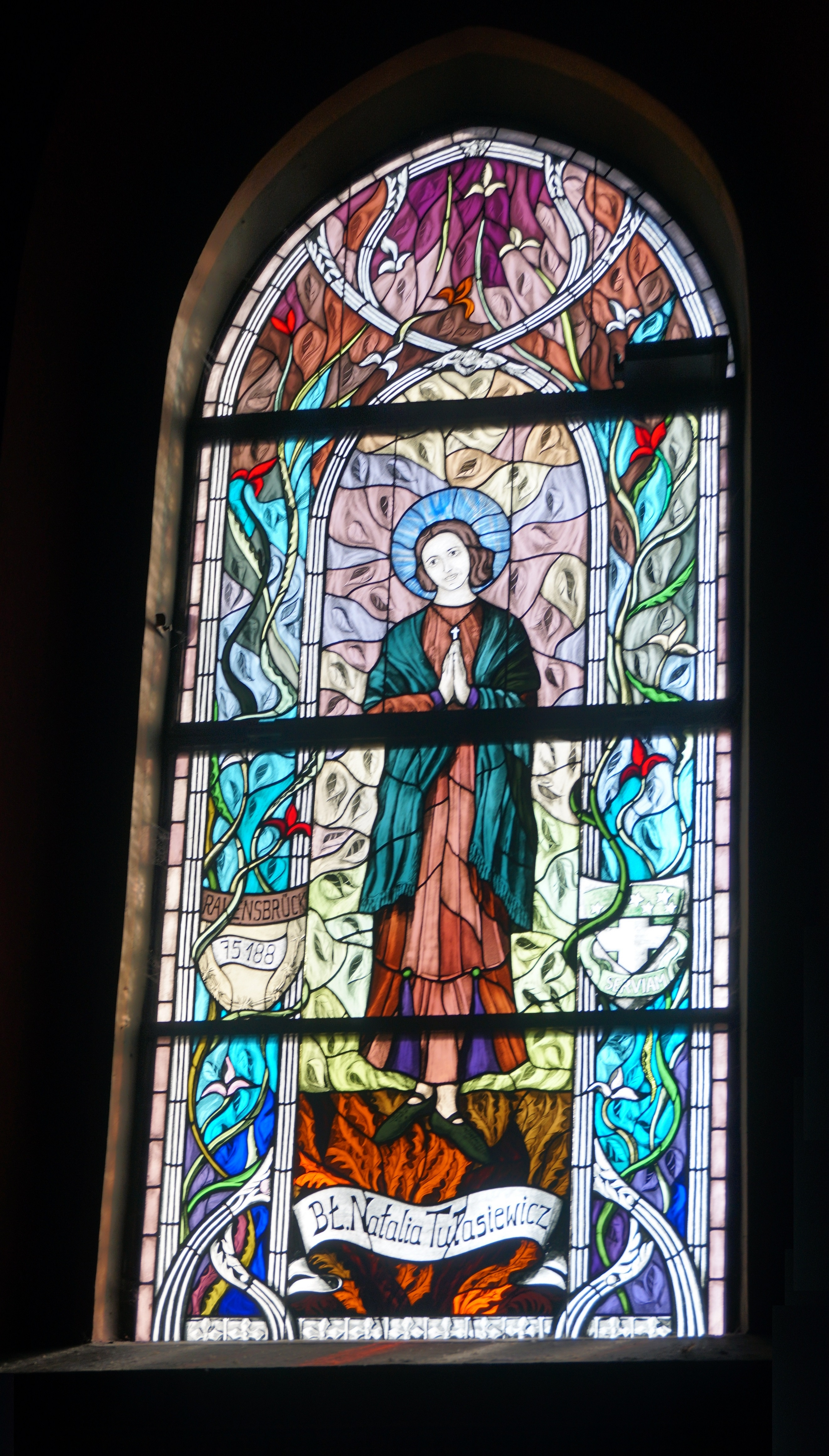
Witraż z wizerunkiem bł. Natalii Tułasiewicz w poznańskim kościele św. Wojciecha

Natalia Tułasiewicz (ur. 9 kwietnia 1906 w Rzeszowie, zm. 30 marca 1945 w Ravensbrück) – polska błogosławiona katolicka, patronka nauczycieli w Polsce.

## Życiorys
Od 1913 uczęszczała do Szkoły Podstawowej w Kętach, a od 1917 do Prywatnego Gimnazjum Żeńskiego w Krakowie.
Gdy w 1921 rodzina Natalii przeniosła się do Poznania, rozpoczęła naukę w Gimnazjum Sióstr Urszulanek Unii Rzymskiej. Ukończyła je w 1926. Po ukończeniu gimnazjum rozpoczęła studia na Uniwersytecie Poznańskim na filologii polskiej. Studia ukończyła w 1931, a w 1932 uzyskała tytuł magistra filologii polskiej. Temat pracy magisterskiej to „Mickiewicz a muzyka”. Praca ta została napisana pod kierunkiem prof. Romana Pollaka, a jej fragmenty zostały opublikowane w „Ruchu Literackim”.
W latach 1931–1937 była nauczycielką szkół poznańskich: prywatnej Szkoły koedukacyjnej pw. św. Kazimierza i Gimnazjum Sióstr Urszulanek Unii Rzymskiej. W 1938 udała się w podróż do Włoch.
Po wysiedleniu wraz z całą rodziną z Poznania w 1939 do Generalnego Gubernatorstwa pracowała w tajnym nauczaniu w Krakowie.
Od 1943 przebywała w Hanowerze jako pełnomocniczka Rządu Londyńskiego i świecka apostoł w ramach Wydziału Duszpasterskiego konspiracyjnej organizacji „Zachód”. Misję swą podjęła wśród robotników, pracując wraz z nimi w fabryce. Zdekonspirowana została na wiosnę 1944 przez nieostrożnego kuriera z Polski. Przez pół roku więziona była w Hanowerze i Kolonii, gdzie przeszła ciężkie śledztwo. Z wyrokiem śmierci odesłana została do niemieckiego obozu koncentracyjnego Ravensbrück, gdzie zginęła 30 marca 1945 r.
Była spowinowacona z polską pisarką Lilian Seymour-Tułasiewicz, która zmarła w 2003 we Wrocławiu. Mąż Lilian był kuzynem bł. Natalii Tułasiewicz.

## Upamiętnienie
W czerwcu 1999 w Warszawie papież Jan Paweł II włączył Natalię Tułasiewicz w poczet błogosławionych w grupie 108 błogosławionych męczenników.
Została patronką poznańskiego oddziału Katolickiego Stowarzyszenia Wychowawców oraz prowadzonych przezeń szkół w Poznaniu.
19 stycznia 2022 dekretem Kongregacji Kultu Bożego i Dyscypliny Sakramentów bł. Natalia Tułasiewicz ustanowiona została patronką nauczycieli w Polsce.
W 2022 jej imieniem nazwano nowe rondo w Poznaniu, powstałe w wyniku przebudowy skrzyżowania ulic Kurlandzkiej z Bobrzańską, na obszarze Żegrza.
1 września 2023 Poczta Polska  wprowadziła do obrotu kartkę pocztową z wizerunkiem bł. Natalii Tułasiewicz